# Frankie, Jonny & die anderen
Frankie, Jonny & die anderen (Alternativschreibweise: Frankie, Jonny und die anderen...; Alternativtitel: Schattenkämpfer) ist ein 1993 produzierter deutscher Spielfilm von Hans-Erich Viet. Neben Laiendarstellern aus der Region wirkten unter anderem Ingo Naujoks, Hubertus Hartmann und Sven Pippig mit. Der Film ist eine Produktion des Südwestfunks (SWF), des Westdeutschen Rundfunks (WDR), des Bayerischen Rundfunks (BR), der Trans-Film und der Viet-Film Produktion.
Der Film startete am 2. Juni 1994 in den deutschen Kinos und wurde am 1. April 1995 auf West 3 erstmals im Fernsehen ausgestrahlt. Am 14. April 1998 wurde der Film als Video veröffentlicht.

## Handlung
Die fünf Freunde Frankie, Jonny, Max, Witus und Ralle leben in der ostfriesischen Provinz und wollen ihren etwas eintönigen Alltag abwechslungsreicher gestalten. Frankie ist von fernöstlicher Meditation und Kampfsporttechniken begeistert und bei einem Einbruch in ein Sportgeschäft – bei dem sie beinahe erwischt werden – stehlen sie Kampfsportanzüge und -ausrüstung. Sie trainieren als Ninja-Truppe auf entlegenen Plätzen und treiben jugendlichen Unfug. Frankie bekommt eine erste Verabredung und plant, nachdem sie aus einer Discothek geworfen werden und Jonny sich mit dem Auto und einem Mädchen davonmacht, einen Bombenanschlag auf ein Dorfschützenfest.

## Kritik
„Hans-Erich Viet, 42, Autor und Regisseur der Provinzgeschichte, stammt aus dem Land hinter den Deichen und hat bisher Dokumentarfilme gedreht. Er schafft es, der Schwerblütigkeit von Land und Leuten ein suggestives Denkmal zu setzen.“

## Auszeichnungen
Der Film wurde 1993 auf dem Filmfestival Max Ophüls Preis mit dem Filmpreis des saarländischen Ministerpräsidenten für die beste Regie ausgezeichnet.